# 경성트로이카
경성 트로이카는  1933년 일제강점기에 경성에서 조직된 이현상, 이재유, 김삼룡을 주축으로 한 사회주의단체이다. 이들은 경성부지역에서 노동운동과 학생운동을 조직하였다. 이후 변홍대와 안병춘이 합류하였다. 여성으로는 이효정, 이경선과 박진홍이 활동을 하였다.
백육십 명이 넘는 활동가로 이루어진 경성 트로이카는 반제국주의 운동, 학생 운동, 노동조합 운동, 독서회, 농민 운동으로 활동을 나누었다.
1934년 1월 대부분의 활동가들이 체포되었는데 이백오십여 명의 구속자들이 발생하였다.

## 같이 보기
- 이재유
- 이현상
- 김삼룡
- 경성콤그룹